# VLTJ (sang)
"VLTJ" er en sang udgivet af det danske band Tørfisk. Den er ellevte og sidste nummer på gruppens andet studiealbum Stemning fra 1985.

## Historie
Nummeret er en hyldest til Lemvigbanen (Vemb-Lemvig-Thyborøn Jernbane), som kører på bandets hjemstavn.
Sangen er skrevet og komponeret af daværende medlem af Tørfisk, Henning Toft Bro, baseret på den irsk-amerikanske folkesang "Poor Paddy Works on the Railway", kendt blandt andre fra The Dubliners (første gang udgivet på A Drop of the Hard Stuff fra 1967). Sangen og resten af albummet blev indspillet i det daværende pladestudie Light Sound i Vejle.[kilde mangler]
VLTJ er igennem årene blevet et nærmest kult-fænomen, og bandet spillede den ved over 100 koncerter om året.